# Il trovatore
Il trovatore (El trobador) és una òpera en quatre actes de Giuseppe Verdi sobre un llibret italià de Leone Emanuele Bardare i Salvatore Cammarano, basat en l'obra teatral El trobador d'Antonio García Gutiérrez. La seva estrena va ser al Teatro Apollo de Roma el 19 de gener de 1853.
La trama -intricada i novel·lesca- es desenvolupa entre Biscaia i Aragó en el marc de la revolta de Jaume d'Urgell, a les primeries del segle xv, contra Ferran d'Antequera, arran del resultat del Compromís de Casp, celebrat després de la mort sense successió de Martí l'Humà.

## Origen i context
Va ser el mateix Verdi qui va tenir la idea de compondre una òpera sobre el tema de García Gutiérrez, encarregant a Salvatore Cammarano la redacció llibretística. El poeta napolità va morir sobtadament l'any 1852, poc després de concloure el llibret, i Verdi, que desitjava fer alguns afegits i modificacions, va haver de recórrer a la intervenció d'un col·laborador de Cammarano, Leone Emanuele Bardare. Aquest, que va treballar sota precises instruccions del compositor, va canviar la mètrica de la cançó d'Azucena (de septetes a dobles quintetes) i hi va afegir el cantable de Luna (Il balen del suo sorriso - II.3) i el de Leonora (D'amor sull'ali rosee - IV.1). El mateix Verdi, per altra banda, va intervenir personalment sobre els versos finals de l'òpera, abreujant-los. L'any 1857 Verdi va revisar la partitura arran de la seua estrena a París, afegint-hi un ballet.
Les llargues meditacions de Verdi sobre l'òpera en gestació apuntaven a realitzar una cosa nova i molt diferent al convencional. Salvatore Cammarano era un llibretista talentós i respectat, però les seves idees estilístiques corrien per altres camins. En una carta escrita a l'abril de 1851, Verdi li va expressar la seva idea d'una òpera d'una sola peça, sense cavatines, ni duets, ni tercets, ni cors, ni els finals de rigor. Era costum que les òperes comencessin amb un cor, però, entre d'altres, aquesta no era la idea per Il trovatore. Desitjava fondre els dos primers actes en un i que, més que parts d'una òpera, els diferents moments fossin tractats com a moviments d'un concert. Verdi formulava idees avançades a l'òpera italiana del seu temps, Cammarano va adoptar una postura conservadora i no va donar el que s'esperava d'ell: el resultat, com ho podem apreciar, és exactament el contrari a la idea original.

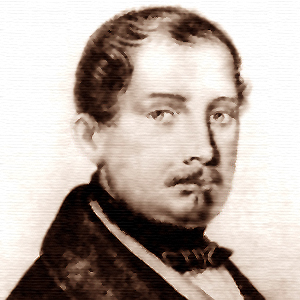
Salvadore Cammarano

Enmig de les discussions i pressions de diversa índole, el compositor va rebre la notícia de la mort de la seva mare i el projecte va estar a punt de quedar en el no res. Feliçment, va recuperar les forces per reprendre la feina. El desembre, Verdi va partir a París amb Strepponi, recomanant a Cammarano que acabés el llibret el més aviat millor. Al febrer de 1852 es va assabentar que el poeta travessava una greu malaltia, encara que segons li van assegurar es trobava fora de perill. El treball no avançava i va pensar que l'acabés un altre llibretista. Paral·lelament no va trigar a sorgir la possibilitat que, si els censors aprovaven el llibret, Il trovatore s'estrenés al Teatre Apollo de Roma el gener de 1853. Però el text seguia estancat, la salut de Cammarano empitjorava i el desenllaç va ser fatal. El músic va saber de la mort del seu col·laborador per un obituari publicat en un diari teatral i va lamentar que no hagués estat per mitjà de la carta d'algun amic o persona propera.
Vuit dies abans de morir, Cammarano va arribar a completar Di quella pira. Verdi, amb la seva provada noblesa i predisposició per fer el bé, li va lliurar a la vídua del poeta, sola amb sis fills, els diners acordats pel llibret més una suma addicional. Es necessitava amb urgència un home de lletres apte per acabar la feina -faltaven parts del tercer acte i la totalitat del quart- i fer canvis d'últim moment, l'elecció va caure sobre un napolità amic de Cammarano, Leone Emanuele Bardare. Quan se li va encomanar aquesta obra, Bardare tenia 32 anys, iniciava la seva carrera de llibretista i amb el temps va arribar a escriure els textos per més de quinze òperes.

## Representacions
Verdi va tornar de París a Sant'Agata i cap a la fi de desembre de 1852 va viatjar a Roma, on, instal·lat en un pis alt de l'Hotel Europa i proveït d'un piano, un cop acabada la partitura d'Il trovatore, l'estrena s'acostava, componia La traviata.
No van haver problemes amb la censura i segons el previst, Il trovatore es va estrenar al Teatre Apollo el 19 de gener de 1853. Aquesta sala tenia fama de comptar a les seves files amb excel·lents cantants, però no van ser els que Verdi hagués desitjat: en lloc de Raffaele Mirate -el primer Duc de Màntua a Rigoletto-, Manrico va ser Carlo Baucardé, el paper de Leonora era ideal per a Teresa De Giulio-Borsí, però va recaure en Rosina Rossí. Emilia Goggi va ser Azucena i Giovanni Guicciardi el Comte de Lluna.
El triomf de la nova òpera va superar tota expectativa i Verdi va rebre l'obsequi d'una corona de llorers amb cintes vermelles. Després de la tercera representació, una multitud que empunyava torxes va acompanyar al mestre al seu hotel, i una petita banda va tocar sota el seu balcó música seva fins a la matinada. Era costum del compositor retirar-se de la ciutat de torn després de la tercera representació, però en agraïment es va quedar per a la quarta. Aquesta nit, l'Apollo va ser decorat amb flors i estendards. Sí, el triomf era innegable, però Verdi li va dir a la seva amiga la comtessa Clara Maffei, que hauria funcionat millor amb altres cantants i que algunes persones van comentar que Il trovatore era una òpera trista i ominosa.
A Catalunya es va estrenar el 20 de maig de 1854, en la temporada 1853-54 del Gran Teatre del Liceu. Formaven part de l'elenc de la companyia italiana els cantants Amalia Corbari (Leonora), Elena D'Angri (Azucena), Joana Fossa (Ines), Ettore Irfrè (Manrico), Antonio Superchi (comte de Luna), Agustí Rodas (Ferrando) i altres comprimaris, que van actuar sota la direcció de Gabriel Balart.
L'òpera es va representar per primera vegada a París en itàlia el 23 de desembre de 1854 pel Teatre Italià a la Sala Ventadour. El repartiment incloïa Lodovico Graziani en el paper de Manrico i Adelaide Borghi-Mamo en el paper d'Azucena. Una versió francesa traduïda per Émilien Pacini i anomenada Le Trouvère es va representar per primera vegada a La Monnaie de Brussel·les el 20 de maig de 1856 i a l'Òpera de París, Salle Le Peletier, el 12 de gener de 1857. L'emperador Napoleó III i l'emperadriu Eugénia de Montijo van assistir a aquest darrer espectacle. Verdi va fer canvis importants en la partitura per a l'estrena de la versió francesa de la sala Le Peletier: addició del ballet de l'Acte III i canvis en la partitura del paper d'Azucena, interpretada per Borghi-Mamo. També va ampliar el final per al públic francès. Alguns d'aquests canvis s'han incorporat a les produccions modernes en llengua italiana.

## Personatges
| Paper                                                                         | Tessitura    | Versió original italiana, Estrena, 19 gener 1853 (Director: Emilio Angelini) | Versió francesa revisada, sota el títol de Le trouvère, 12 gener 1857 (Director: Narcisse Girard) |
| ----------------------------------------------------------------------------- | ------------ | ---------------------------------------------------------------------------- | ------------------------------------------------------------------------------------------------- |
| Comte de Luna, un noble al servei del Príncep d'Aragó                         | baríton      | Giovanni Guicciardi                                                          | Marc Bonnehée                                                                                     |
| Manrico, el seu germà, trobador i oficial de l'exèrcit del Príncep d'Urgell   | tenor        | Carlo Baucardé                                                               | Louis Guéymard                                                                                    |
| Azucena, una gitana, mare adoptiva de Manrico                                 | mezzosoprano | Emilia Goggi                                                                 | Adelaide Borghi-Mamo                                                                              |
| Leonora, dona de la noblesa, enamorada de Manrico i pretesa pel comte de Luna | soprano      | Rosina Penco                                                                 | Pauline Guéymard-Lauters                                                                          |
| Ferrando, oficial del comte de Luna                                           | baix         | Arcangelo Balderi                                                            | Prosper Dérivis                                                                                   |
| Ines, amiga de Leonora                                                        | soprano      | Francesca Quadri                                                             | Mme Dameron                                                                                       |
| Ruiz, aliat de Manrico                                                        | tenor        | Giuseppe Bazzoli                                                             | Sapin                                                                                             |
| Un vell gitano                                                                | baix         | Raffaele Marconi                                                             | Medori                                                                                            |
| Un missatger                                                                  | tenor        | Luigi Fani                                                                   | Cleophas                                                                                          |
| Amigues de Leonora, monges, lacais del comte, soldats, gitanos                |              |                                                                              |                                                                                                   |

## Sinopsi argumental

### Acte I

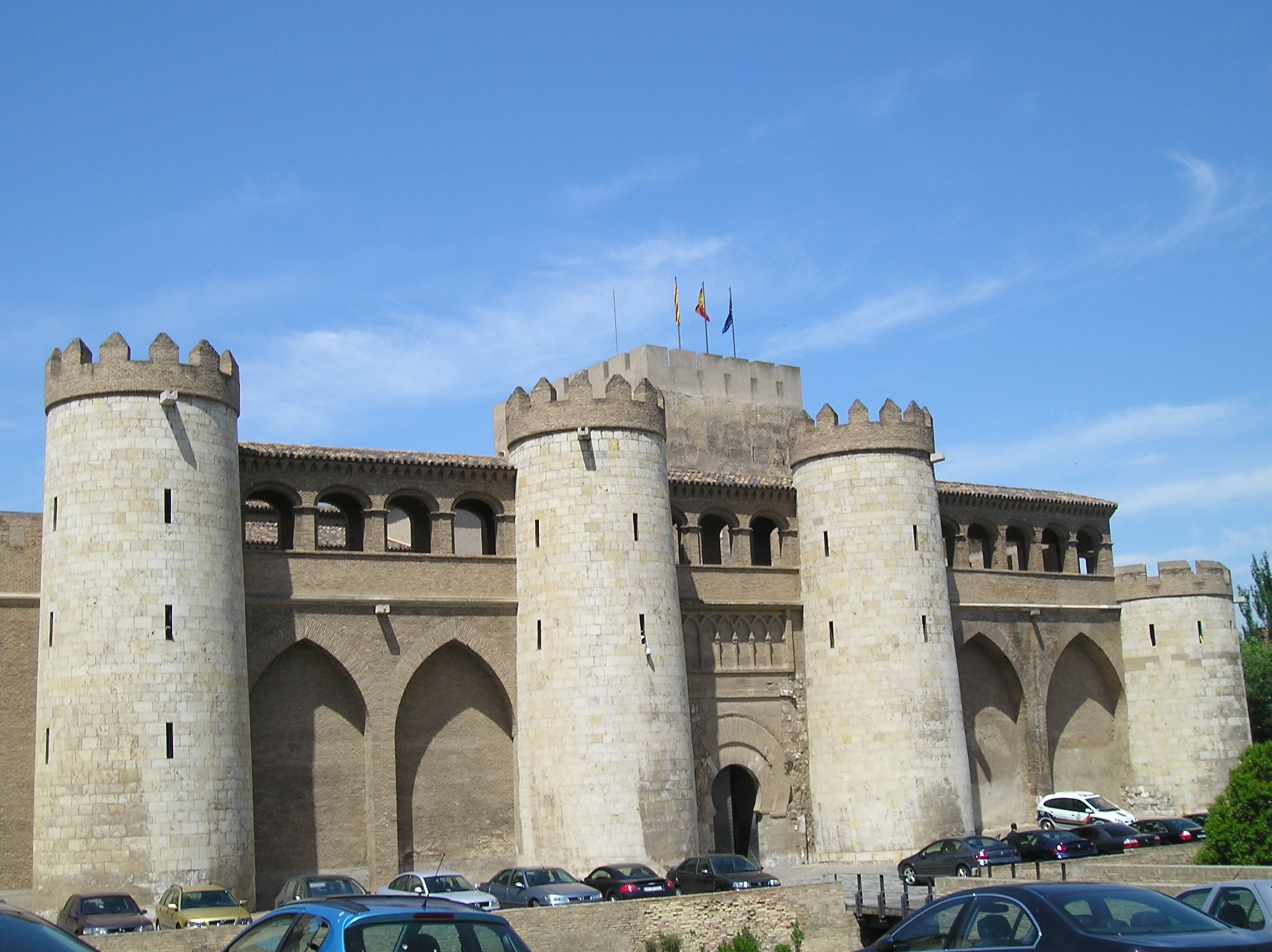
Palau de l'Aljaferia a Saragossa

Accés al palau de l'Aljaferia a Saragossa, durant la guàrdia nocturna. Fernando, el capità de la guàrdia dona instruccions als soldats que es mantinguen vigilants mentre De Luna vagareja agitat sota les finestres de Leonora, una de les dames de la princesa, de qui està enamorat. Luna està gelós d'un pretendent de Leonora, el trobador Manrico. Per tal de mantenir els soldats desperts, Ferrando narra la història del comte. Sembla que una gitana d'aspecte paorós, fa temps va exercir els seus poders màgics sobre el germà petit del comte, fent que esdevinguera dèbil i malalt i a causa d'això va ser cremada en la foguera com a bruixa. En morir, va demanar a la seua filla Azucena que la venjara, i aquesta ho va fer raptant l'infant. Tot i que no es van obtenir notícies de l'infant raptat, ni viu ni mort, el pare sempre va refusar de considerar-lo mort, i en el llit de mort encomanà al comte de Luna que no deixara de cercar-lo.
Canvi d'escena: jardí del palau de la princesa. Leonora confessa el seu amor per Manrico a la seua confident, Inés. Quan se n'han anat, el comte de Luna sent la veu del seu rival. Leonora, en la foscor, confon el comte amb el trobador, just quan el mateix Manrico apareix al jardí, i ella cau en els seus braços. El comte reconeix en Manrico el seu enemic, que havia estat condemnat a mort, i el repta a la lluita. Leonora intenta intervenir, però no pot impedir la baralla. En un moment de la lluita, Manrico té l'oportunitat de matar el comte, però una força misteriosa el fa aturar; confós, fuig.

### Acte II
Campament dels gitanos. Els gitanos canten el famós cor de l'enclusa. Manrico és al costat de sa mare, Azucena. Azucena és la filla de la gitana cremada pel pare del comte de Luna. És vella, però encara cova desitjos de venjança. Els gitanos aixequen el campament mentre Azucena confessa a Manrico que poc després de nàixer ell, va intentar cremar el germà petit del comte de Luna, però que es va confondre i va llançar el seu propi fill a la foguera. Manrico s'adona que no és el vertader fill d'Azucena, això no obstant, l'estima com si fos la seua vertadera mare, perquè sempre ha tingut cura d'ell i l'ha estimat. Arriba un missatger i informa que Leonora, que creu que Manrico és mort, està a punt de prendre els vots en un convent. Manrico s'afanya a córrer per tal d'impedir-ho. Canvi d'escena: davant del convent. El comte de Luna i els seus escuders intenten raptar Leonora. Leonora i les monges apareixen en processó, però Manrico impedeix al comte de Luna portar a terme els seus plans; es retroba amb Leonora i li proposa matrimoni.

### Acte III
Campament del comte de Luna. Ferrando porta a Azucena, que ha estat capturada. Luna la reconeix i la condemna a la foguera. Canvi d'escena: Cambra en un castell. Leonora i Manrico viuen el seu amor. Ruiz, camarada de Manrico informa que Azucena serà cremada en la foguera. Manrico corre a salvar-la. (Cèlebre stretta: "Di quella pira!") Leonora defalleix.

### Acte IV
Davant la presó del comte. Leonora intenta alliberar Manrico, que ha estat capturat pel comte. Leonora suplica clemència al comte de Luna i s'ofereix ella mateixa com a pagament, encara que està disposta a enverinar-se abans del matrimoni. Canvi d'escena: Manrico i Azucena. Manrico intenta fer parlar Azucena, que sembla desvariejar. Finalment la gitana confessa. Leonora entra a la cel·la de Manrico i l'informa que està salvat, demanant-li que fugisca. Quan ell descobreix que Leonora no l'acompanyarà, refusa deixar la presó. Creu que Leonora l'ha traït, fins que descobreix que ha pres verí per tal de no haver de casar-se amb el comte i ser-li fidel. Mentre ella agonitza en els braços de Manrico ella li confessa que s'estima més morir amb ell que no viure amb qualsevol altre. El comte fa la seua aparició i troba Leonora morta en els braços del seu amant; així que ordena l'execució de Manrico. Quan el comte arrossega Azucena a la finestra per a obligar-la a veure l'execució del seu fill, ella crida triomfant: "Ell era el vostre germà. Ara ma mare ha estat venjada!" i cau morta als peus de comte. El comte crida de desesperació.

## Música
Avui dia, la majoria dels estudiosos d'òpera reconeixen les qualitats musicals expressives de l'escriptura de Verdi. Això no obstant, el musicòleg Roger Parker assenyala que "el formalisme extrem del llenguatge musical ha estat vist com a mètode per a concentrar i definir les diferents etapes del drama, sobretot d'introduir-los en els enfrontaments claus que marquen el seu progrés inexorable".
Aquí Verdi, igual com molts altres compositors, destaca dels elements de la forma musical (sovint descrits com a "formes tancades") que caracteritzen l'òpera i fa que semblin un retorn a la llengua dels primers temps, "la veritable apoteosi del bel canto amb les seves demandes de bellesa vocal, l'agilitat i la gamma", assenyala Charles Osborne. Per tant, les àries dividides en dues parts (cantabile-cabaletta), l'ús del cor, etc., que Verdi havia demanat a Cammarano que els ignorés, són evidents. Verdi, però, volia alguna cosa més: "com més lliures siguin les formes que em presenti, més aviat les faré", va escriure a un amic del llibretista el març del 1851. No va ser el que va rebre del seu llibretista, però per descomptat va demostrar el seu domini total sobre aquest estil. Osborne diu de Il trovatore que "és com si Verdi hagués decidit fer alguna cosa que ja havia estat perfeccionant durant anys, i fer-la tan bellament que mai hagués de necessitat retocar-la. Formalment, és un pas cap enrere després de Rigoletto".
Budden descriu una de les qualitats musicals com la relació entre l'"impuls dramàtic coherent" de l'acció, que és causat per la "qualitat de propulsió" de la música, la qual produeix una "sensació de moviment continu". Parker ho descriu com "pura energia musical evident en tots els números". Per una altra banda, Budden dona molts exemples que mostren Verdi com "un igual a Bellini" pel que fa a la seva tasca com a melodista.
Verdi també reconeix clarament la importància del paper d'Azucena. Budden Recorda que el suggeriment inicial del compositor cap a Cammarano va ser de titular l'òpera amb el nom d'ella, i assenyala que aquest personatge "és el primer d'una línia gloriosa" formada per: Ulrica (de Un ballo in maschera), Eboli (de Don Carlos), i Amneris (d'Aida) com a seguidores en el mateix rang vocal i amb les mateixes qualitats expressives i diferenciades que les separen d'altres papers femenins en l'òpera a la qual pertanyen. Per il·lustrar aquesta afirmació, cita una carta que Verdi va escriure a Marianna Barbieri-Nini, la soprano que va interpretar el personatge de Leonora a Venècia, després que ja s'hagués estrenat a Roma, la qual tenia dubtes sobre si acceptar aquest paper. Aquí, Verdi remarca la importància del personatge d'Azucena:
«...és la directora, la protagonista; més fina, més dramàtica i més original que les altres. Si jo fos una prima donna (tant de bo!), preferiria cantar el paper de la gitana a Il trovatore.»
Des d'aquesta posició, Budden comenta sobre les diferències distintives en una era on els registres vocals estaven menys definits i que, aplicat a la música d'Azucena i de Leonora, "on la major projecció verbal de la veu més greu es converteix en un avantatge", i on "la polaritat entre els dos papers femenins [s'estenen] a qualsevol camp que es compari". Després, resumeix la relació musical que hi ha entre els dos personatges femenins, mentre que els homes simplement estan definits de manera representativa pels seus tipus de veu, una cosa que ja era evident i destaca força, en l'Ernani del 1844. Pel que fa a Leonora, Budden descriu la seva música com un conjunt de frases llargues, mentre que les melodies d'Azucena evolucionen en patrons rítmics curts.

## Orquestració
La partitura està composta per a una orquestra simfònica estàndard, amb 2 flautes (+flautí), 2 oboès, 2 clarinets, 2 fagots, 4 trompes, 2 trompetes, 3 trombons, 1 cimbasso (s'acostuma a substituir per un trombó contrabaix o tuba), percussió i corda. Un 2222 4231 Tp+2 de corda.
S'inclouen martells i orgue, així com instruments que es toquen a l'escenari com campanes, una trompa, arpa i tambors.

## Estructura de l'òpera

### Acte I
- 1 Introducció
  - Cor: All'erta, all'erta! (Ferrando, familiars, Armigeri) Escena I
  - Relat: Di due figli vivea padre beato (Ferrando, cor) Escena I
  - Seguit i stretta(acceleració) de la introducció: E il padre? (cor, Ferrando) Escena I
- 2 Cavatina de Leonora
  - Escena Che più t'arresti?... (Ines, Leonora) Escena II
  - Cavatina Tacea la notte placida (Leonora) Escena II
  - Tempo di mezzo Quanto narrasti di turbamento (Ines, Leonora) Escena II
  - Cabaletta Di tale amor, che dirsi (Leonora, Ines) Escena II
- 3 Escena, Romanza de Manrico i Tercet
  - Escena: Tace la notte! (Comte) Escena III
  - Romanza: Deserto sulla terra (Manrico) Escena IIO
  - Escena: Oh detti!... oh gelosia!... (Comte, Leonora, Manrico) Escena III-IV
  - Tercet: Qual voce!... Ah, dalle tenebre (Leonora, comte, Manrico) Escena V

### Acte II
- 4 Cor i cançó d'Azucena
  - Cor Vedi! le fosche notturne spoglie (gitans) Escena I
  - Cançó Stride la vampa! (Azucena) Escena I
  - Escena Mesta è la tua canzon! (gitans, Azucena, Manrico) Escena I
  - Cor Chi del gitano i giorni abbella? (Gitanos) Escena I
- 5 Relat d'Azucena
  - Escena: Soli or siamo (Manrico, Azucena) Escena I
  - Relat: Condotta ell'era in ceppi (Azucena, Manrico) Escena I
- 6 Escena i duo d'Azucena i Manrico
  - Escena: Non son tuo figlio?... (Manrico, Azucena) Escena I
  - Duo: Mal reggendo all'aspro assalto (Manrico, Azucena) Escena I
  - Tempo di mezzo L'usato messo Ruiz m'invia! (Manrico, Azucena) Escena I-II
  - Cabaletta Perigliarti ancor languente (Azucena, Manrico) Escena II
- 7 Ària del comte
  - Recitatiu Tutto è deserto (comte, Ferrando) Escena III
  - Ària Il balen del suo sorriso (Comte) Escena III
  - Tempo di mezzo Qual suono!... oh ciel... (Comte, Ferrando) Escena III
  - Cabaletta Per me, ora fatale (Comte) Escena III
- 8 Final II
  - Cor Ah!... se l'error t'ingombra (Cor de religioses) Escena III
  - Seguit del Final II Perché piangete? (Leonora, Damas, Conde) Escena IV
  - Concertato E deggio... e posso crederlo? (Leonora, comte, Manrico, dones, Ferrando, sequaços) Escena IV
  - Stretta del Final II Urgel viva! (Ruiz, Manrico, comte, Leonora, Ferrando, Armati, Seguaci) Escena V

### Acte III
- 9 Cor
  - Cor Or co' dadi, ma fra poco (Armigeri, Ferrando) Escena I
- 10 Escena i Terceto
  - Escena In braccio al mio rival! (Comte, Ferrando, Azucena, cor) Escena II-III-IV
  - Tercet Giorni poveri vivea (Azucena, Ferrando, comte, cor) Escena IV
- 11 Ària de Manrico
  - Escena Quale d'armi fragor poc'anzi intesi? (Leonora, Manrico) Escena V-VI
  - Ària Ah! sì, ben mio, coll'essere (Manrico) Escena VI
  - Tempo di mezzo L'onda de' suoni mistici (Leonora, Manrico, Ruiz) Escena VI
  - Cabaletta Di quella pira l'orrendo foco (Manrico, Leonora, Ruiz, Armati) Escena VI

### Acte IV
- 12 Escena i Ària de Leonora
  - Escena Siam giunti; ecco la torre (Ruiz, Leonora) Escena I
  - Ària D'amor sull'ali rosee (Leonora) Escena I
  - Miserere Miserere d'un'alma già vicina (Veus internes, Leonora, Manrico) Escena I
  - Cabaletta Tu vedrai che amore in terra (Leonora) Escena I
- 13 Escena i duo del comte amb Leonora
  - Escena Udite? Come albeggi (Comte, Leonora) Escena II
  - Duo Mira, di acerbe lagrime (Leonora, comte) Escena II
  - Tempo di mezzo Conte... - Né cessi? (Leonora, comte) Escena IO
  - Stretta del dúo Vivrà!... contende il giubilo (Leonora, comte) Escena II
- 14 Final últim
  - Escena Madre?... non dormi? (Manrico, Azucena) Escena III
  - Duo Sì, la stanchezza m'opprime, o figlio... (Azucena, Manrico) Escena III
  - Escena Ciel!... non m'inganna quel fioco lume?... (Leonora, Manrico) Escena IV
  - Tercetino Parlar non vuoi?... (Manrico, Leonora, Azucena) Escena IV
  - Escena final Ti scosta... - Non respingermi... (Manrico, Leonora, comte, Azucena) Escena IV

## Moments més cèlebres
Els grans moments musicals són molts: l'ària de Leonora Tacea la notte placida, seguida pel tercet en què se sumen Manrico i el comte (acte I), la narració d'Azucena i la romança del comte Il balen del suo sorriso (acte II); Ah, sì ben mio i Di quella pira, en la veu de Manrico (acte III), o els bellíssims, malenconiosos i patètics accents que ens transmet Leonora a D'amor sull'ali rosee i el Miserere  (acte IV).